# Naum (ajedrez)
Naum es un motor de ajedrez desarrollado por el canadiense Aleksandar Naumov. La versión 4 fue lanzada en diciembre del año 2008. La distribución comercial es solamente un motor de ajedrez del programa. El programa es compatible con el protocolo UCI y Winboard, y por lo tanto puede funcionar bajo diferentes interfaces gráficas. Hay versiones para un solo procesador o varios que pueden ser ejecutados en Microsoft Windows, Linux o Pocket PC.
A principios de 2009, Naum alcanzó el segundo lugar detrás de Rybka en las listas de clasificación de motores del ajedrez, como el CCRL. Naum empató el primer torneo por computadoras de ajedrez en internet del 2008, pero aún no ha competido en otros torneos público.
La versión 2.0 es gratis desde septiembre de 2006, sin embargo, sólo se encuentra disponible para computadoras con un solo procesador o núcleo, así como una versión 1.8 de Palm OS a partir de junio de 2006.